# Llista de ciutats de Macedònia del Nord

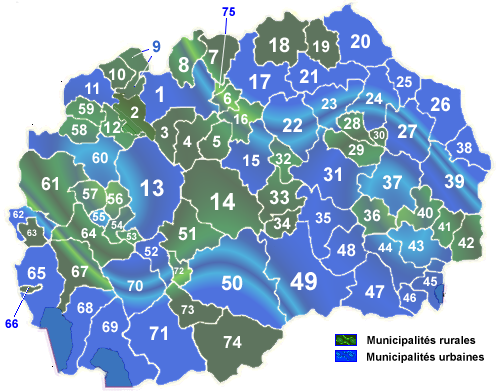
Mapa dels municipis macedònics; en blau els municipis urbans, en verd els municipis rurals

A Macedònia del Nord, la distinció entre una ciutat i un poble no està lligada al nombre d'habitants ; el terme «ciutat» és una qüestió d'estatus oficial, obtingut al llarg de la història i, més recentment, per decisió administrativa. Així doncs, algunes «ciutats» es troben feblement poblades, mentre que alguns «pobles» tenen una població important.
D'altra banda, el país està dividit en municipalitats, que engloben cadascuna d'ella un cert nombre de pobles al voltant d'una capital. El caràcter d'aquesta capital, ja sigui vila o poble, determina si la municipalitat és urbana o rural, si és un poble, és rural. Aquesta distinció es fa qualsevulla que sigui la mida de la capital o el caràcter del conjunt de la municipalitat.
Macedònia del Nord compta amb 34 localitats que tenen l'estatut de «ciutat».

## Ciutats de Macedònia del Nord

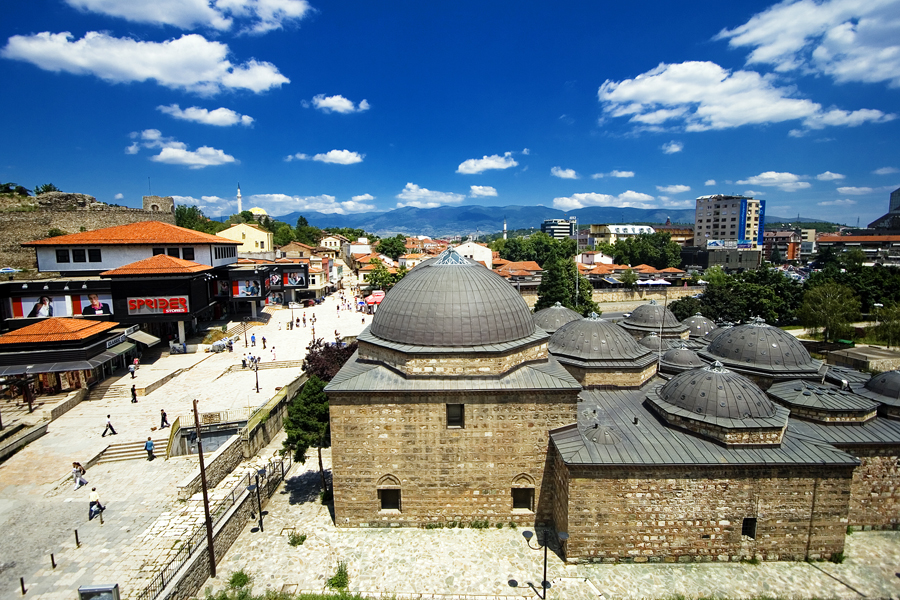
Skopje

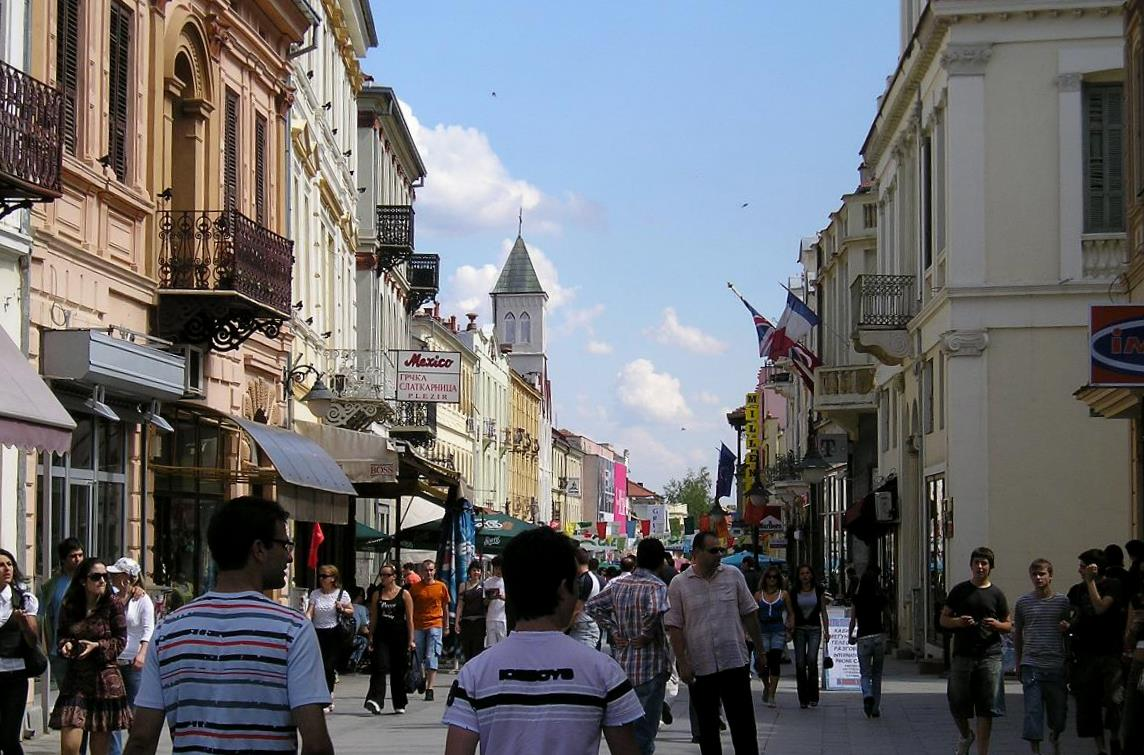
Bitola

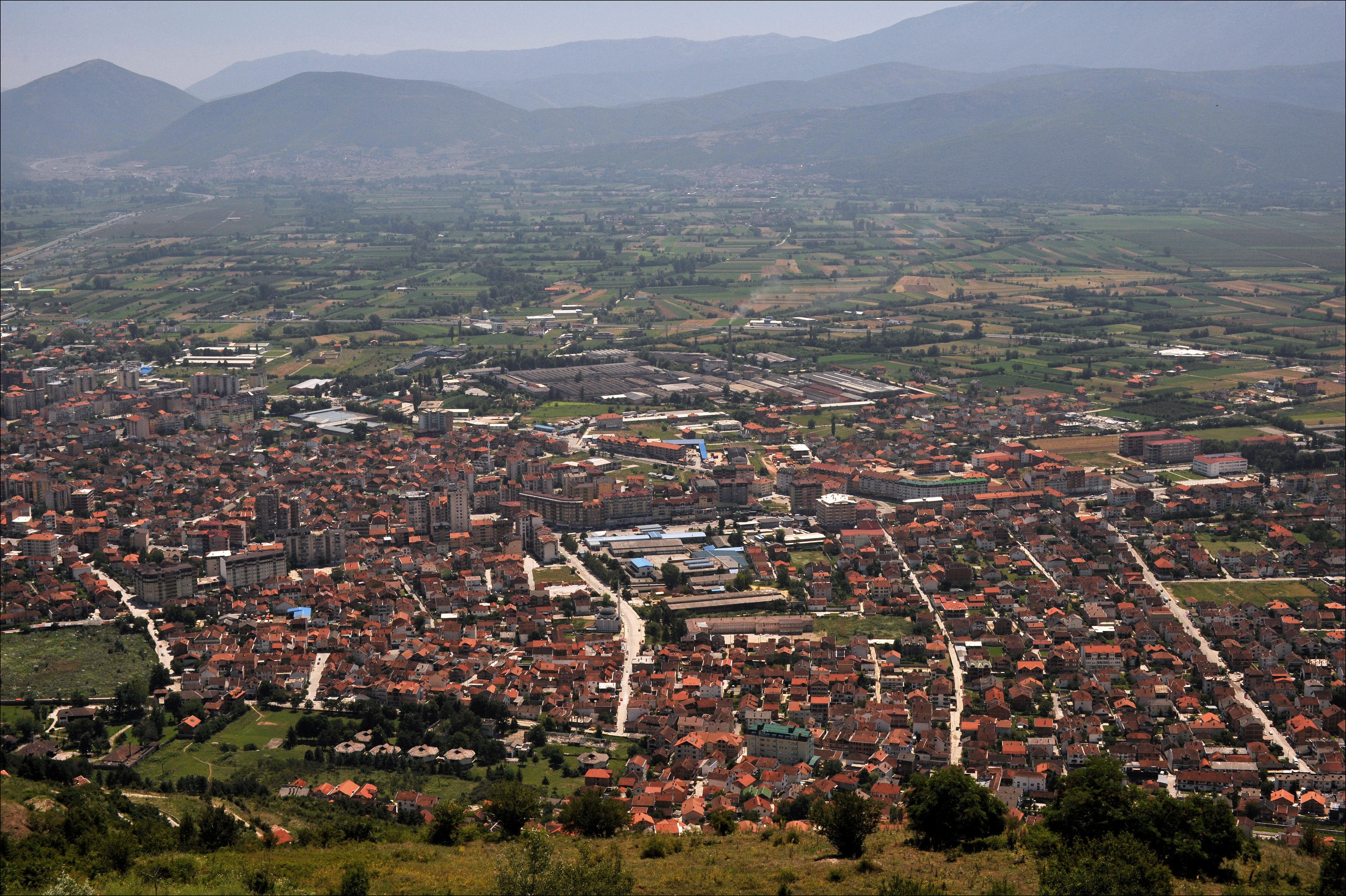
Tètovo

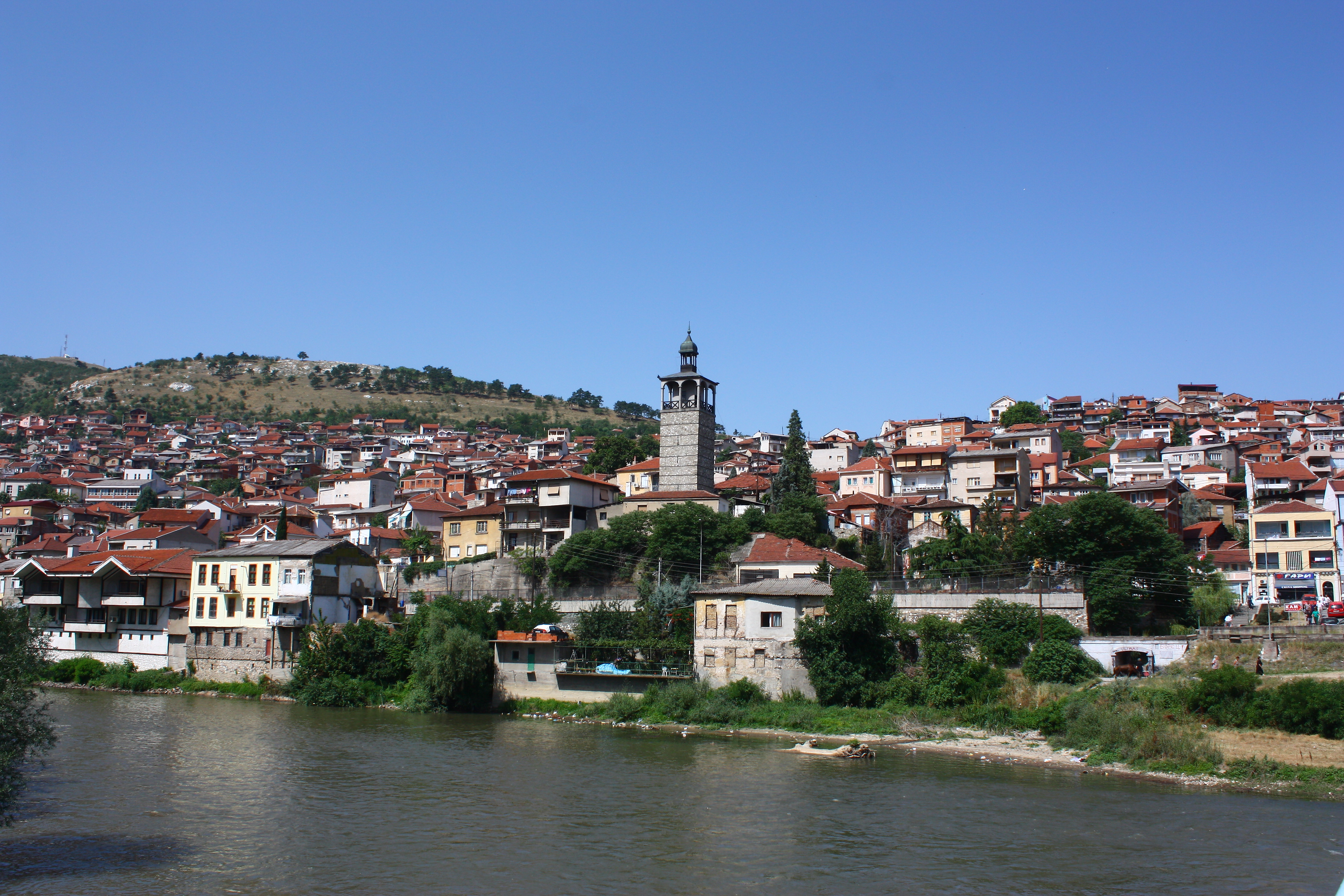
Veles

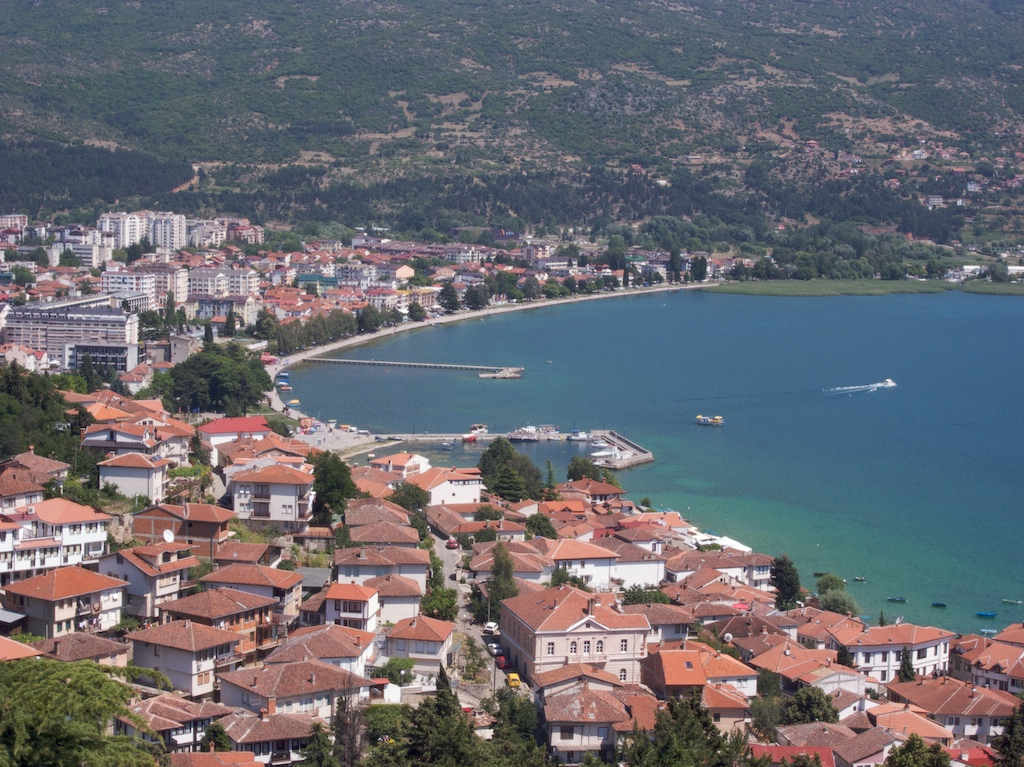
Ohrid

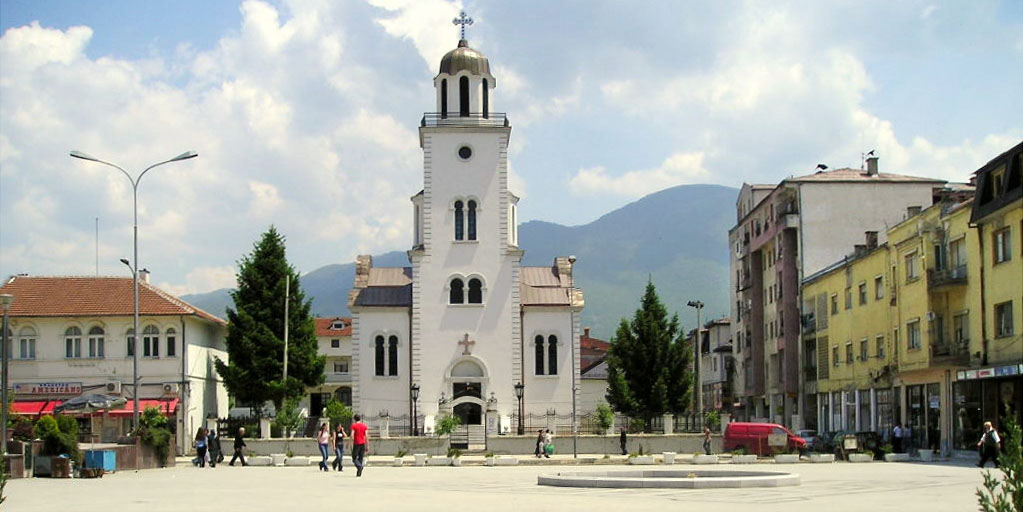
Gòstivar

| Nom oficial en macedònic llatí | Nom oficial en macedònic ciríl·lic | Nom oficial en albanès | Habitants de la ciutat | Població de l'Opština | Regions estadístiques |
| ------------------------------ | ---------------------------------- | ---------------------- | ---------------------- | --------------------- | --------------------- |
| Berovo                         | Берово                             | –                      | 7.002                  | 13.941                | Est                   |
| Bitola                         | Битола                             | –Manastir              | 80.550                 | 95.385                | Pelagònia             |
| Bogdanci                       | Богданци                           | –                      | 6.011                  | 8.707                 | Sud-est               |
| Dèbar                          | Дебар                              | Dibra / Dibër          | 14.561                 | 19.542                | Sud-oest              |
| Dèltxevo                       | Делчево                            | –                      | 11.500                 | 17.505                | Est                   |
| Demir Hisar                    | Демир Хисар                        | –                      | 2.593                  | 9.497                 | Pelagònia             |
| Demir Kapija                   | Демир Капија                       | –                      | 3.275                  | 4.545                 | Vardar                |
| Guevguèlia                     | Гевгелија                          | –                      | 15.685                 | 22.988                | Sud-est               |
| Gòstivar                       | Гостивар                           | Gostivari / Gostivar   | 35.847                 | 81.042                | Polog                 |
| Kavadarci                      | Кавадарци                          | –                      | 29.188                 | 38.741                | Vardar                |
| Kičevo                         | Кичево                             | Kërçova / Kërçovë      | 27.067                 | 30.138                | Sud-oest              |
| Kòtxani                        | Кочани                             | –                      | 28.330                 | 38.092                | Est                   |
| Kratovo                        | Кратово                            | –                      | 6.924                  | 10.441                | Nord-est              |
| Kriva Palanka                  | Крива Паланка                      | –                      | 14.558                 | 20.820                | Nord-est              |
| Kruševo                        | Крушево                            | Krusheva / Krushevë    | 5.330                  | 9.684                 | Pelagònia             |
| Kumànovo                       | Куманово                           | Kumanova / Kumanovë    | 70.842                 | 105.484               | Nord-est              |
| Makedonska Kamenica            | Македонска Каменица                | –                      | 5.147                  | 8.110                 | Est                   |
| Makedonski Brod                | Македонски Брод                    | –                      | 3.740                  | 7.141                 | Sud-oest              |
| Negòtino                       | Неготино                           | –                      | 13.284                 | 19.212                | Vardar                |
| Ohrid                          | Охрид                              | –                      | 42.033                 | 55.749                | Sud-oest              |
| Pehčevo                        | Пехчево                            | –                      | 3.237                  | 5.517                 | Est                   |
| Prílep                         | Прилеп                             | –                      | 66.246                 | 76.768                | Pelagònia             |
| Probištip                      | Пробиштип                          | –                      | 8.714                  | 16.193                | Est                   |
| Radoviš                        | Радовиш                            | –                      | 16.223                 | 28.244                | Sud-est               |
| Resen                          | Ресен                              | –                      | 8.748                  | 16.825                | Pelagònia             |
| Skopje                         | Скопје                             | Shkupi / Shkup         | 415.212                | 506.926               | Skopje                |
| Struga                         | Струга                             | Struga / Strugë        | 16.559                 | 63.376                | Sud-oest              |
| Strumica                       | Струмица                           | –                      | 35.311                 | 54.676                | Sud-est               |
| Sveti Nikole                   | Свети Николе                       | –                      | 13.746                 | 18.497                | Est                   |
| Tètovo                         | Тетово                             | Tetova / Tetovë        | 52.915                 | 86.580                | Polog                 |
| Valandovo                      | Валандово                          | –                      | 4.402                  | 11.890                | Sud-est               |
| Veles                          | Велес                              | –                      | 43.716                 | 55.108                | Vardar                |
| Vinica                         | Виница                             | –                      | 10.863                 | 19.938                | Est                   |
| Xtip                           | Штип                               | –                      | 43.652                 | 47.796                | Est                   |